# Party Sequence
„Party Sequence“ je krátká sedmá a na první straně původního LP poslední skladba z alba Soundtrack from the Film More od anglické progresivně rockové skupiny Pink Floyd. Skladbu složily všichni tehdejší členové skupiny.